# Богатая Фанза
Богатая Фанза — карстовая пещера.
Находится на Дальнем Востоке в Приморском крае. Расположена в 9 километрах западнее поселка Барабаш, в долине ключа Богатый по его левому борту в бассейне ручья Богатый. Названа так из-за близости к одноименному корейскому селу (ныне не существует). Данная пещера относится к лабиринтному типу и имеет в длину около 200 метров, она имеет двух ярусное строение с многочисленными соединительными полостями. В одном из её ответвлений имеется сифонное озеро. С подъемом воды в руч. Богатый, поднимается и её уровень в пещере, образуя водоемы в тупиковой галерее и зале «Пасть». В пещере Большая Фанза имеются разнообразные натёки и отмечается интенсивный капёж.
Известна геологам с 50-х годов. Впервые обследована в 1973 году группой спелеологов из Владивостока. Геологический памятник природы краевого значения с 1984 года (площадь 12 га).